# بیراتوری، هوکایدو
بیراتوری، هوکایدو (به لاتین: Biratori, Hokkaido) یک منطقهٔ مسکونی در ژاپن است که در Saru District واقع شده‌است. بیراتوری ۵٬۳۰۵ نفر جمعیت دارد.